# スウィフトシュア (軽巡洋艦)
|          | |
| 艦歴     | |
| 発注     | ヴィッカース・アームストロング |
| 起工     | 1941年9月22日 |
| 進水     | 1943年2月4日 |
| 就役     | 1944年6月22日 |
| 退役     | 1958年 |
| 除籍     | 1962年スクラップとして売却 |
| 性能諸元 | |
| 排水量   | 基準：8,800トン 満載：11,130トン |
| 全長     | 169.3m |
| 全幅     | 19 m |
| 吃水     | 5.26 m |
| 機関     | アドミラルティー式石炭・重油混焼三胴型水管缶4基 +パーソンズ式ギヤード・タービン4基4軸推進 |
| 最大出力 | 72,500hp |
| 最大速力 | 31.5ノット |
| 航続距離 | 16ノット/8,000海里 |
| 燃料     | 重油：1,850トン |
| 乗員     | 867名 |
| 兵装     | Mark XXIII 15.2cm（50口径）三連装速射砲3基 Marks XVI 10.2cm（45口径）連装高角砲5基 ヴィッカーズ 4cm（39口径）四連装ポンポン砲4基 エリコン 2cm（76口径）連装機銃8基&同単装機銃6基 53.3cm三連装魚雷発射管2基 |
| 装甲     | 舷側：83～89mm（水線部主装甲 主甲板：51mm 主砲塔：25～51mm 主砲：38～51mm |

スウィフトシュア (HMS Swiftsure) はイギリス海軍のマイノーター級軽巡洋艦。 
「スウィフトシュア」は、第二次世界大戦中に完成した最後の英国海軍巡洋艦であり、最新のレーダー技術に基づいて設計され、作戦室は効率的な運用を考慮して配置したセンサー画面と通信装置を装備していた。主砲に274型ロックオンレーダーによる照準システムを搭載した最初のイギリス海軍巡洋艦であり、1945年の太平洋での出撃においては、艦隊で最も効率的な対空巡洋艦であることを証明した。

## 艦歴
1941年9月22日にニューカッスルのヴィッカース・アームストロング社によって建造され、1943年2月4日に進水、1944年6月22日に就役した。

### 第二次世界大戦
「スウィフトシュア」は本国艦隊に就役し、1944年に東洋艦隊に配属された後、1944年11月に新しく編成されたイギリス太平洋艦隊に配属された。太平洋では1945年3月から5月の沖縄戦に参加し、6月には第111.2任務群の一員として、イギリス太平洋艦隊によるトラック攻撃（インメイト作戦）に参加した。
1945年8月30日、イギリス太平洋艦隊の旗艦として香港に入国し、セシル・ハーコート提督によって正式に香港のイギリスによる主権を回復した。

### 戦後
1946年に第4巡洋艦戦隊の旗艦となり、1951年には第2巡洋艦戦隊の旗艦となった。
1958年、「スウィフトシュア」をヘリ空母に改造する計画が検討されていたが、1962年には最終的に売却された。